# EPDM

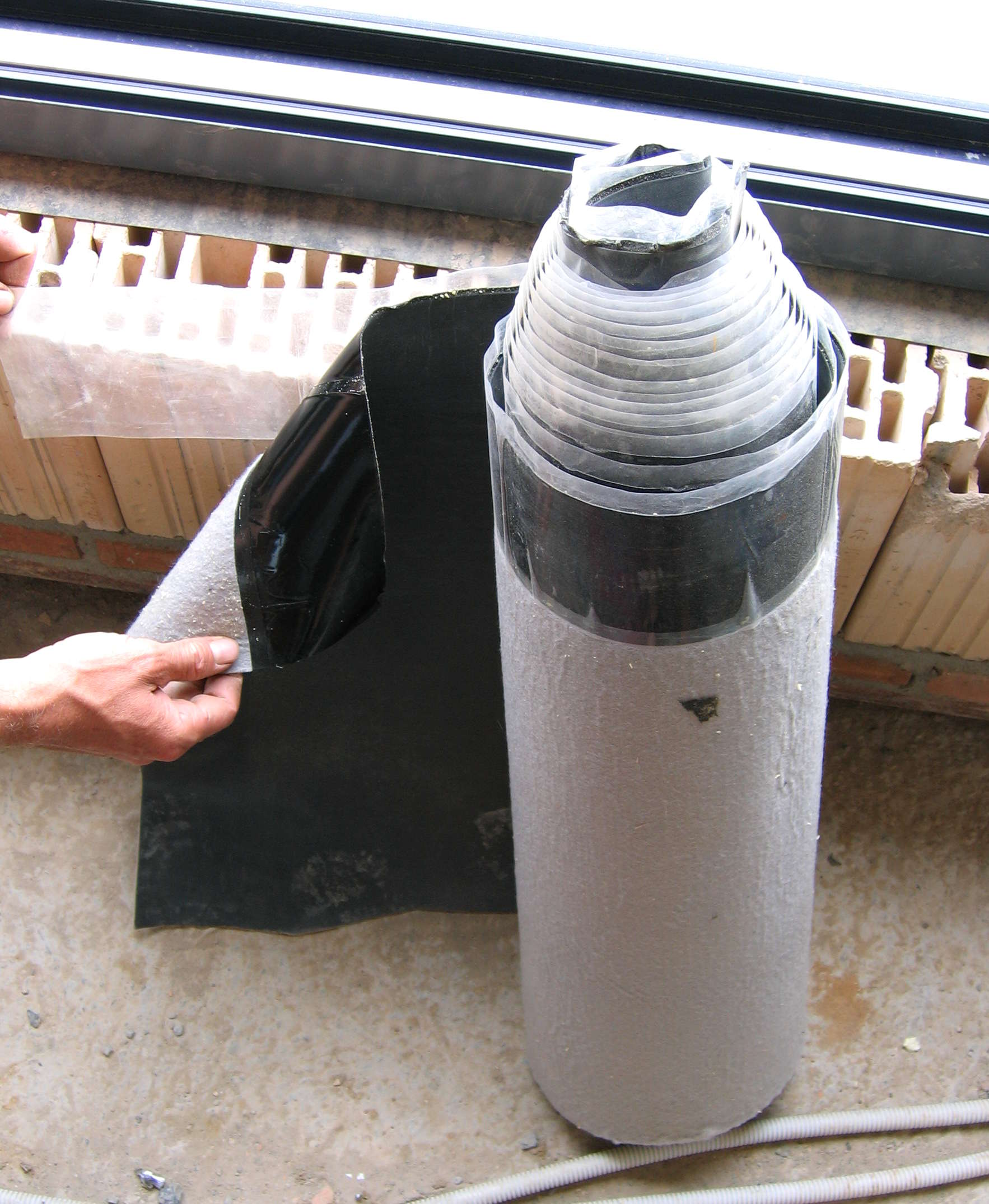
Rivestimento impermeabilizzante in gomma EPDM

Le gomme EPDM (dall'inglese Ethylene-Propylene Diene Monomer) sono una famiglia di gomme sintetiche del gruppo M secondo la classificazione DIN/ISO 1629 e della ASTM D 1418-19. Del gruppo M fanno parte gli elastomeri che contengono catene polimeriche di tipo polimetilenico senza insaturazioni (doppi o tripli legami).
Le gomme EPDM sono terpolimeri ottenuti dalla copolimerizzazione di etilene, propilene e da un terzo monomero rappresentato da un diene. I dieni che vengono generalmente utilizzati per produrre le gomme EPDM sono il diciclopentadiene (DCPD), l'etilidene norbornene (ENB) e il vinil norbornene (VNB).
La miscela di reagenti per la produzione delle gomme EPDM contiene intorno al 45÷75% di etilene. Maggiore è il contenuto, maggiori sono le possibilità di caricamento del polimero, migliori sono il mescolamento e l'estrusione. La vulcanizzazione a base di perossido conferisce a questi polimeri una più alta densità di reticolazione in confronto ai loro analoghi amorfi. Anche i polimeri amorfi hanno eccellenti caratteristiche di lavorazione, che dipendono dalla loro struttura molecolare. I dieni, che variano tipicamente dal 2,5% fino al 12% in peso del composto, agiscono da reticolazioni quando si fa la vulcanizzazione con lo zolfo e la resina, mentre con le vulcanizzazioni a base di perossido il diene (o terzo monomero) funge da coagente e fornisce resistenza contro fenomeni indesiderati di viscosità, scivolamento o flusso durante l'utilizzo finale.

## Proprietà
L'EPDM esibisce una soddisfacente inerzia all'aggressione dei fluidi idraulici polari, i chetoni, l'acqua calda e fredda e gli alcali, e un'insoddisfacente resistenza con la maggior parte degli oli di origine fossile, la benzina, il cherosene, gli idrocarburi aromatici ed alifatici, i solventi alogenati e gli acidi concentrati.
Le principali proprietà dell'EPDM sono la sua spiccata resistenza al calore, all'ozono e agli agenti atmosferici. Anche la resistenza alle sostanze polari e al vapore sono buone. Ha inoltre eccellenti proprietà di isolamento elettrico.
Le proprietà dei vulcanizzati EPDM sono illustrate sotto. L'EPDM può essere composto in modo da presentare specifiche proprietà entro determinati intervalli che dipendono anzitutto dai polimeri EPDM disponibili, poi dal metodo (dai metodi) di lavorazione e di vulcanizzazione impiegati. Gli EPDM sono disponibili in una gamma di pesi molecolari (indicati in termini di viscosità di Mooney ML(1+4) at 125 °C) e in livelli variabili di etilene, di terzo monomero e di contenuto di olio.
| Proprietà                            | Valore                                    |
| ------------------------------------ | ----------------------------------------- |
| Durezza, Shore A                     | 40-90                                     |
| Sforzo di rottura a trazione, limite | 25 MPa                                    |
| Densità                              | Può essere composto da 0,90 a >2,00 g/cm3 |

| Proprietà                                   | Valore     |
| ------------------------------------------- | ---------- |
| Coefficiente di espansione termica, lineare | 160 µm/m·K |
| Temperatura di servizio massima             | 150 °C     |
| Temperatura di servizio minima              | −50 °C     |
| Temperatura di transizione vetrosa          | −54 °C     |

## Usi

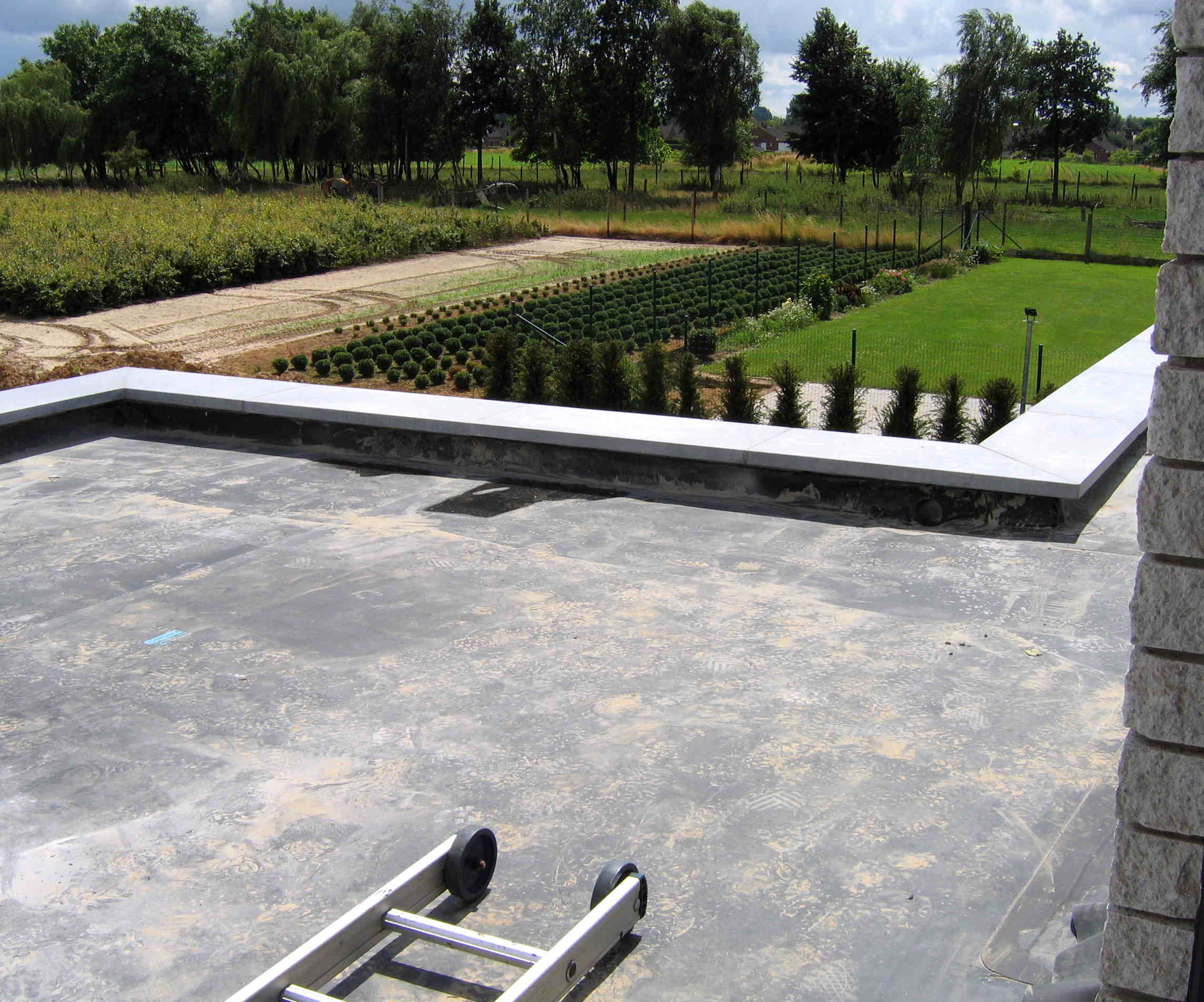
Un tetto di gomma EPDM

La gomma EPDM si usa nelle guarnizioni (per esempio si utilizza nelle porte delle celle frigorifere perché è un isolante oltre che nelle guarnizioni facciali dei respiratori industriali nei reparti automobilistici di verniciatura a spruzzo, dove deve essere evitato il silicone). L'EPDM si usa anche nei canali di scorrimento dei finestrini, nei radiatori, nei tubi di gomma per giardini ed elettrodomestici, nelle tubazioni, nei rivestimenti per laghetti, nelle lavatrici, nelle cinghie, nell'isolamento elettrico, nei vibratori, nelle guarnizioni circolari, nelle guarnizioni degli infissi metallici, nei collettori di calore dei pannelli solari, nella protezione UV e negli altoparlanti conici dei sistemi surround. Si usa anche come mezzo per la resistenza all'acqua nelle giunzioni dei cavi elettrici, nelle membrane dei tetti (perché non inquina l'acqua di ruscellamento, che è di vitale importanza per la raccolta dell'acqua piovana), nelle geomembrane, nei componenti meccanici di gomma, nella modificazione per impatto plastico, nella termoplastica, nei vulcanizzati e in molte altre applicazioni. I granuli colorati di EPDM sono mescolati con leganti in poliuretani e spazzolati o spruzzati su cemento, asfalto, schermi, mattoni a incastro, legno ecc., per creare una superficie non scivolosa, morbida, porosa per aree con pavimenti umidi come quelli delle piscine e per la pavimentazione di sicurezza sotto le attrezzature dei campi da gioco (progettata per aiutare a ridurre le lesioni da caduta).
L'utilizzo più comune però è probabilmente nei veicoli. Si adopera nelle guarnizioni di porte, finestrini e bagagliai, e a volte anche in quelle dei parabrezza. Frequentemente queste stesse guarnizioni sono fonte di rumore a causa del movimento della porta contro il corpo dell'auto e dell'attrito risultante tra la gomma EPDM e la superficie accoppiata (la lamiera dipinta o il vetro dell'auto). Questo inconveniente può essere attenuato usando speciali rivestimenti applicati al momento della fabbricazione della guarnizione di tenuta. Tali rivestimenti possono anche aumentare notevolmente la resistenza della gomma EPDM. Alcuni produttori di veicoli raccomandano anche una lieve applicazione di lubrificante dielettrico a base di silicone alle guarnizioni di tenuta per ridurre il rumore. Altri impieghi nei veicoli includono i manicotti di gomma del circuito di raffreddamento dove pompe, termostati, valvole e refrigeratori di ricircolo dei gas esausti, impianti di riscaldamento, refrigeratori dell'olio, radiatori e bombole di degassamento sono collegati con manicotti di EPDM; inoltre il materiale si ritrova nei tubi dell'aria di alimentazione sui motori turbocompressi che collegano il lato freddo dell'impianto di raffreddamento dell'aria di alimentazione (intercooler) al collettore di alimentazione. Inoltre, l'EPDM è impiegabile per realizzare guarnizioni per climatizzatori quando il loro refrigerante è usato insieme a un olio sintetico (ad esempio, nel caso di miscele di refrigerante R-134a e olio PAG).